# Desis jiaxiangi
Espèce
Desis jiaxiangi est une espèce d'araignées aranéomorphes de la famille des Desidae.

## Distribution
Cette espèce est endémique de Hainan en Chine. Elle se rencontre à Sanya.

## Description
Le mâle holotype mesure 8,20 mm et la femelle paratype 11,15 mm.

## Étymologie
Cette espèce est nommée en l'honneur de Jia-xiang Wu.

## Publication originale
- Lin, Li & Chen, 2020 : First report of the spider genus Desis (Araneae, Desidae) from China, with description of a new species. Zootaxa, no 4755(3), p. 593-597.